# شهرستان کراسنوآرمیسکی (استان ساراتوف)
شهرستان کراسنوآرمیسکی (به لاتین: Krasnoarmeysky District) یک شهرستان در روسیه است که در استان ساراتوف واقع شده‌است.